# Gonagyra
Gonagyra là một chi bướm đêm thuộc họ Erebidae.